# 久保淳一
久保 淳一（くぼ じゅんいち、1958年9月26日 - ）は、日本の実業家。前澤化成工業代表取締役社長。

## 来歴
徳島県出身。1985年3月 駒澤大学法学部法律学科卒業。1991年、前澤化成工業入社。2009年、営業本部東京支店長。2012年、執行役員。2013年、取締役執行役員営業本部長。2016年、取締役常務執行役員営業本部長。2017年新潟成型取締役。2018年、取締役常務執行役員営業本部長。2019年、取締役（水環境担当）兼常務執行役員営業本部長。2021年4月、代表取締役社長に就任

。